# Rudolph Jänisch

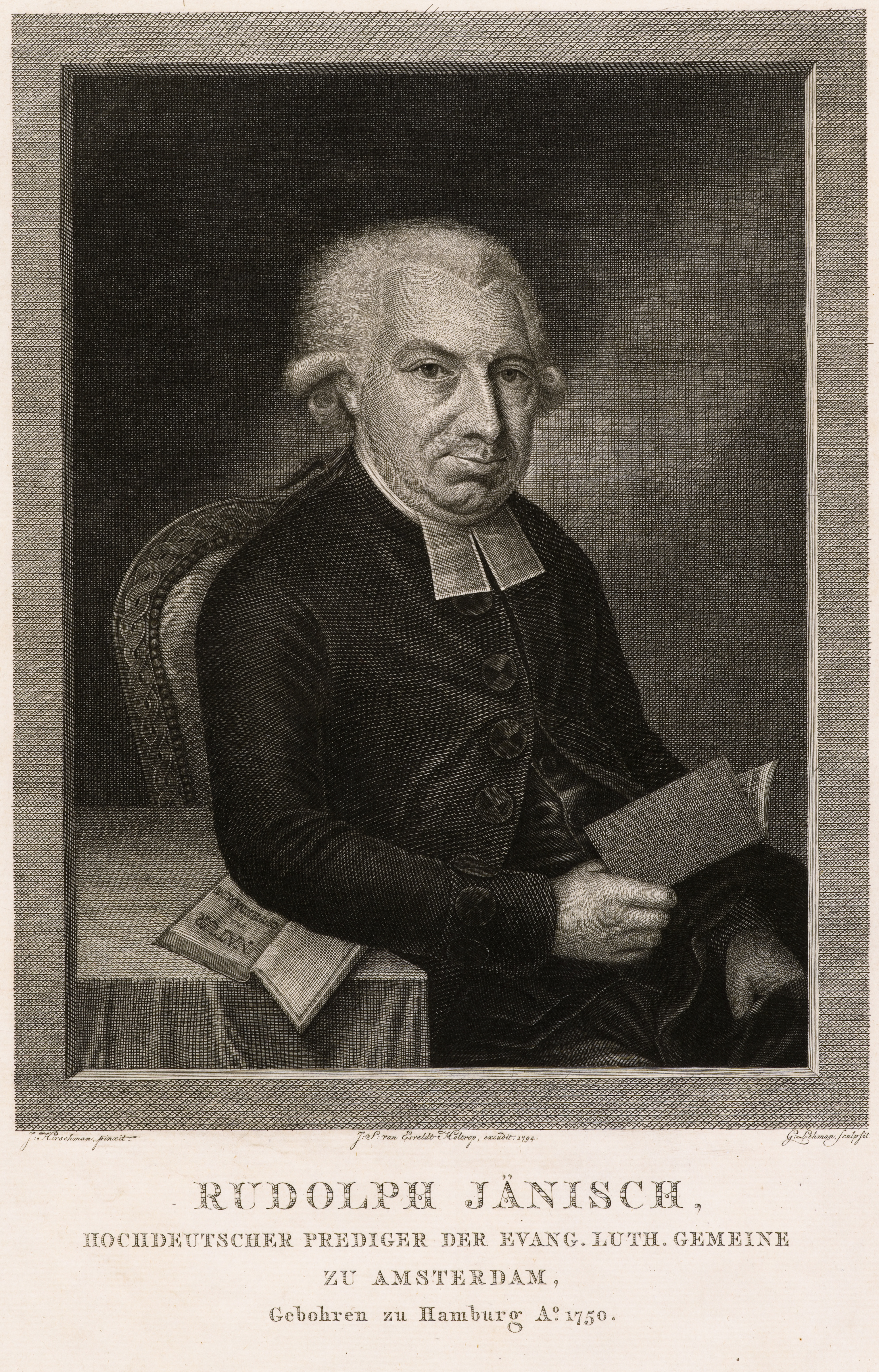
Rudolph Jänisch (1794)

Rudolph Jänisch (* 22. Mai 1750 in Hamburg; † 7. April 1826 ebenda) war ein deutscher evangelisch-lutherischer Geistlicher und Hauptpastor an Sankt Katharinen in Hamburg.

## Leben

### Familie
Rudolph Jänisch war der Sohn des Mediziners Gottfried Jakob Jänisch und dessen Ehefrau Anne Elisabeth, die älteste Tochter des Hamburger Ratsherrn Rudolf Berenberg (1715–1764); er hatte noch sieben Geschwister, zu diesen gehörte auch der Mediziner Gottfried Jacob Jänisch.
Er war seit dem 16. April 1782 in erster Ehe mit Maria Sophia (geb. Enke) (* 23. Juli 1750 in Altluneberg; † 8. Januar 1783) verheiratet. In zweiter Ehe heiratete er am 10. Februar 1784 Charlotte Christiane (* 8. Dezember 1755 in Bexhövede; † 7. April 1807), die Schwester seiner ersten Ehefrau, mit der er sechs Kinder hatte; ihr Sohn Carl Rudolph Jänisch (* 10. Oktober 1786 in Altengamme; † 5. Januar 1838 in Hamburg) war als Kaufmann unter anderem in Russland und Ostasien tätig. 
Rudolph Jänisch war seit dem 13. März 1810 mit Auguste Mathilde Margarethe (geb. Ettler) (* 30. Juli 1755; † 20. Februar 1843), die Witwe von Johann Nikolaus Buller, verheiratet.
Durch seine erste Ehefrau wurde der Hamburger Archidiakon August Johann Michael Encke sein Schwager. 
Sein Bildnis wurde von Gottfried Arnold Lehmann in Kupfer gestochen.

### Werdegang
Er besuchte die Gelehrtenschule in Hamburg und immatrikulierte sich an der Universität Göttingen zu einem Theologiestudium.
Nach Beendigung des Studiums wurde er im Dezember 1774 Katechet im Hamburger Zuchthaus; am 28. November 1781 wurde er durch den Hamburger Senat zum Pastor der St. Nicolai-Kirche in Altengamme gewählt. Im August 1789 wurde er Prediger der hochdeutschen evangelisch-lutherischen Gemeinde in Amsterdam (siehe Evangelisch-Lutherische Kirche im Königreich der Niederlande).
Am 25. September 1796 erfolgte, als Nachfolger des verstorbenen Georg Heinrich Berkhan, seine Wahl zum Hauptpastor an der St. Katharinenkirche in Hamburg; er blieb bis zu seinem Tod in diesem Amt. Ihm folgte Heinrich Wilhelm Justus Wolff in das Amt des Hauptpastors.
Seine umfangreiche Privatbibliothek wurde 1827 öffentlich versteigert.

## Mitgliedschaften
Rudolph Jänisch war Mitglied der Freimaurer einer Loge, die zur Großen Loge von Hamburg gehörte.

## Schriften (Auswahl)
- Cogitationes de animi humani libertate. 1770.
- IJsbrand van Hamelsveld: Biblische Geographie. Übersetzt aus dem Holländischen. 
  - Band 1. Hamburg, 1793 (Digitalisat).
  - Band 2. Hamburg, 1794 (Digitalisat).
- Sind der sogenannte Civilstand und die Civilstandsregister wirklich so unnütz und verwerflich als man behauptet? Hamburg, 1815.